# Герберт Байєр
Герберт Баєр (нім. Herbert Bayer; 1900, Хаг-ам-Хаусрукк — 1985, Монтесіто) — австрійський графічний дизайнер, художник, фотограф, скульптор. Був видатним представником художнього руху Баухауз.

## Біографія
Герберт Баєр народився 5 квітня 1900 року в невеликому селі біля Зальцбурга у північній частині Австрії. У 19 років він став учнем художника Георга Шмідтхаммера, у майстерні якого займався створенням постерів та рекламних плакатів. У 21-річному віці Баєр вирушив до Німеччини, де попрацювавши якийсь час у майстерні віденського архітектора Еммануеля Маргольда, незабаром приєднався до художнього руху Баухауз.
У 1925 році Герберт прийняв на себе керівництво друкарсько-рекламним цехом школи Баухаус в Дессау, там він відповідав за дизайн друкованих видань.
З 1928 року Баєр обіймав посаду арт-директора німецького видання журналу «Vogue». 1938 року переїхав до Америки, де протягом наступних років працював у сфері дизайну.
Протягом усього творчого шляху Герберт Баєр організував понад 150 персональних виставок, а його роботи привертали серйозну увагу — роботам Баєра присвячувалися статті та книги. У наш час творчість Баєра перебуває у понад 40 музеях Європи та Америки, а також у багатьох приватних колекціях. У фотоскульптурі «Метаморфоза» Баєр посилався на свою відому обкладинку журналу школи Баухауз від 1928 року, вкотре використовуючи геометричні тіла, такі як куби, сфери та конуси.